# Inschallah – Endlich Sonntag
Inschallah – Endlich Sonntag (arabisch إن شاء الله الأحد)  ist ein französisch-algerischer Film von Yamina Benguigui aus dem Jahr 2001 über das Leben einer algerischen Immigrantin in Frankreich.

## Handlung
Zouinas Ehemann Ahmed verließ Algerien in den 1970er Jahren, um in Frankreich zu arbeiten. Im Rahmen des 1974 von Premierminister Jacques Chirac verabschiedeten Gesetzes über die Familienzusammenführung darf Zouina Algerien verlassen und zu ihrem Mann Ahmed nach Frankreich ziehen. Unter Tränen lässt sie ihre Mutter zurück und zieht mit ihrer Schwiegermutter Aicha und ihren drei Kindern nach Frankreich. Zouina kämpft darum, sich in einem neuen Land und einer neuen Kultur zurechtzufinden, aber sie ist auch gefangen in der Tyrannei von Aicha und der Unfähigkeit ihres Mannes, sie zu schützen. Zouina begegnet auch einer Vielzahl von Nachbarn, von denen einige die Entfremdung, die sie in ihrer neuen Heimat empfindet, noch verstärken, viele ihr aber auch freundschaftlich die Hand reichen. Sonntags, wenn Ahmed wie üblich seine Mutter mitnimmt, können Zouina und die Kinder auf Entdeckungsreise gehen, auf der Suche nach einer anderen algerischen Familie und echten menschlichen Kontakten. Zouina findet diese Familie schließlich nach drei Wochen, stößt aber auf Ablehnung, die die Ablehnung ihrer Heimat in Algerien und die allgemeine Ablehnung in ihrer neuen Heimat in Frankreich widerspiegelt. Durch ihre Reise gewinnt Zouina an Stärke, sie genießt die Gemeinschaft der Frauen, in der sie ein Zuhause findet, und findet Trost im aufkeimenden feministischen Dialog, der ihr durch Radiosendungen wie Ménie Grégoire vermittelt wird.

## Produktion
Obwohl Benguigui nach den Anschlägen vom 11. September dazu gedrängt wurde, den Namen des Films zu ändern, entschied sie sich, den ursprünglichen Titel beizubehalten, der zum Teil in algerischem Arabisch verfasst ist.

## Soundtrack
Der Film enthält eine Auswahl an Musik in französischer, algerisch-arabischer und kabylischer Sprache. Viele der Stücke werden vom algerischen Musiker Idir aufgeführt.
1. „Ageggig“ – Idir (A. Mouhed, Idir)
2. „Al Laïl“ – Alain Blesing
3. „Apache“ – The Shadows (Jerry Lordan)
4. „Isefra“ – Idir (M. Benhammadouche, Idir)
5. „Djebel“ – Aziz Bekhti
6. „Cenud“ – Nourredine Chenoud
7. „Snitraw“ – Idir
8. „Le Premier Bonheur du Jour“ – Françoise Hardy (Franck Gerald, Jean Renard)
9. „Djin“ – Alain Blesing
10. „Temzi (Mon Enfance)“ – Hamou (Hamou, Ben Mohamed, Eric Amah, Caroline Pascaud-Blandin)
11. „Sssendu“ – Idir
12. „Raoul“ – Souad Massi

## Auszeichnungen
| Award                                              | Jahr | Kategorie                               | Empfänger        | Ergebnis  |
| -------------------------------------------------- | ---- | --------------------------------------- | ---------------- | --------- |
| Toronto International Film Festival                | 2001 | International Critics' Award (FIPRESCI) | Yamina Benguigui | Gewonnen  |
| Bordeaux International Festival of Women in Cinema | 2001 | Audience Choice Award                   | Yamina Benguigui | Gewonnen  |
| Bordeaux International Festival of Women in Cinema | 2001 | Beste Schauspielerin                    | Fejria Deliba    | Gewonnen  |
| Bordeaux International Festival of Women in Cinema | 2001 | Bester Film                             | Yamina Benguigui | Gewonnen  |
| Marrakech International Film Festival              |      | Golden Star                             | Yamina Benguigui | Gewonnen  |
| Festival international du Film d'Amiens            | 2001 | OCIC Award                              | Yamina Benguigui | Gewonnen  |
| Festival international du Film d'Amiens            | 2001 | Prize of the City of Amiens             | Yamina Benguigui | Gewonnen  |
| Cairo International Film Festival                  | 2001 | Golden Pyramid                          | Yamina Benguigui | Nominiert |

## Kritiken
Lisa Nesselson of Variety lobt den Film mit den Worten: „Die Erzählung ist oft bittersüß, aber nie trostlos. Das hübsche Design erinnert den Zuschauer daran, dass das provinzielle Frankreich Mitte der 70er Jahre dem Zweiten Weltkrieg noch näher war als der Gegenwart und dass die relativ harmonische multikulturelle Gesellschaft von heute hart erkämpft wurde.“